# Jean-François Barrière
Jean-François Barrière (* 12. Mai 1786 in Paris; † 22. August 1868) war ein französischer Schriftsteller und Historiker.
Barrière trat mit 18 Jahren in die Büros der Seinepräfektur ein und brachte es hier bald bis zum Divisionschef. Infolge der Revolution von 1848 wurde er pensioniert. Seine Biographie über Madame Roland, eine Befürworterin der Französischen Revolution, wurde 1827 von Honoré de Balzac herausgegeben. Eine weitere Biographie von ihm befasst sich mit General Charles-François Dumouriez.
Zusammen mit Saint-Albin Berville (1788–1868) gab er de Collection des mémoires relatifs à la révolution française, eine Sammlung von Memoiren bezüglich der Französischen Revolution, heraus.

## Veröffentlichungen
- Mémoires de Madame du Hausset, femme de chambre de Madame de Pompadour: servant d’introduction aux mémoires de Madame Campan (1823, 2 Bde.)
- Mémoires inédits de Louis-Henri dem Loménie comte de Brienne, secrétaire d’état sous Louis XIV: publiés sur les manuscrits autographes (1828,2Bde.), denen ein
- Essai sur les mœurs et les usages du XVII. siécle vorausgeschickt ist;
- Bibliothèque des mémoires relatifs a l’histoire de France pendant le 18-e siècle (1846–64, 29 Bde.).
- Collection Complémentaire Des Mémoires Relatifs A La Révolution Française (1822 ff., 47 Bde.), mit Saint-Albin Berville